# Hamilton (Kansas)
Hamilton és una població dels Estats Units a l'estat de Kansas. Segons el cens del 2000 tenia 334 habitants.

## Demografia
Segons el cens del 2000, Hamilton tenia 334 habitants, 140 habitatges, i 98 famílies. La densitat de població era de 416 habitants/km².
Dels 140 habitatges en un 32,1% hi vivien nens de menys de 18 anys, en un 55% hi vivien parelles casades, en un 10,7% dones solteres, i en un 30% no eren unitats familiars. En el 26,4% dels habitatges hi vivien persones soles el 12,9% de les quals corresponia a persones de 65 anys o més que vivien soles. El nombre mitjà de persones vivint en cada habitatge era de 2,39 i el nombre mitjà de persones que vivien en cada família era de 2,86.
Per edats la població es repartia de la següent manera: un 25,7% tenia menys de 18 anys, un 11,1% entre 18 i 24, un 24,6% entre 25 i 44, un 21,3% de 45 a 60 i un 17,4% 65 anys o més.
L'edat mediana era de 36 anys. Per cada 100 dones de 18 o més anys hi havia 96,8 homes.
La renda mediana per habitatge era de 30.781 $ i la renda mediana per família de 36.250 $. Els homes tenien una renda mediana de 25.375 $ mentre que les dones 21.696 $. La renda per capita de la població era de 13.129 $. Entorn del 15,6% de les famílies i el 15,9% de la població estaven per davall del llindar de pobresa.

## Poblacions més properes
El següent diagrama mostra les poblacions més properes.